# Tesserodon feehani
Tesserodon feehani är en skalbaggsart som beskrevs av Ross Storey 1991. Tesserodon feehani ingår i släktet Tesserodon och familjen bladhorningar. Inga underarter finns listade i Catalogue of Life.